# Patrocínio Paulista (kommun)
Patrocínio Paulista är en kommun i Brasilien.   Den ligger i delstaten São Paulo, i den sydöstra delen av landet, 500 km söder om huvudstaden Brasília. Antalet invånare är 13 002.
Följande samhällen finns i Patrocínio Paulista:
- Patrocínio Paulista

Omgivningarna runt Patrocínio Paulista är huvudsakligen savann. Runt Patrocínio Paulista är det glesbefolkat, med 20 invånare per kvadratkilometer.